# Tournoi de clôture du championnat du Guatemala de football 2010
Navigation
Saison précédente Saison suivante
Le Tournoi Clausura 2010 est le vingt-deuxième tournoi saisonnier disputé au Guatemala.
C'est cependant la 69e fois que le titre de champion du Guatemala est remis en jeu.
Lors de ce tournoi, le CSD Municipal a conservé son titre de champion du Guatemala face aux onze meilleurs clubs guatémaltèques.
Chacun des douze clubs participant était confronté deux fois aux onze autres équipes. Puis les six meilleurs se sont affrontés lors d'une phase finale à la fin du tournoi.
Seulement une place était qualificative pour la Ligue des champions de la CONCACAF.

## Les 12 clubs participants
| \| Guatemala: CSD Comunicaciones CSD Municipal Universidad SC Guatemala CD Heredia CD Jalapa Deportivo Marquense Guatemala Peñarol La Mesilla Deportivo Xinabajul Juventud Retalteca Deportivo Suchitepéquez Guatemala Xelaju MC Peñarol La Mesilla Deportivo Xinabajul Deportivo Zacapa \| Localisation des clubs. |
| Guatemala: CSD Comunicaciones CSD Municipal Universidad SC Guatemala CD Heredia CD Jalapa Deportivo Marquense Guatemala Peñarol La Mesilla Deportivo Xinabajul Juventud Retalteca Deportivo Suchitepéquez Guatemala Xelaju MC Peñarol La Mesilla Deportivo Xinabajul Deportivo Zacapa                               |

Ce tableau présente les douze équipes qualifiées pour disputer le championnat 2009-2010. On y trouve le nom des clubs, le nom des stades dans lesquels ils évoluent ainsi que la capacité et la localisation de ces derniers.
| Club                    | Stade                            | Capacité | Ville          |
| CSD Comunicaciones      | Stade Mateo Flores               | 30 000   | Guatemala City |
| CD Heredia              | Stade Julián Tesucún             | 8 000    | San José       |
| CD Jalapa               | Stade Las Flores                 | 15 000   | Jalapa         |
| Deportivo Marquense     | Stade Marquesa de la Ensenada    | 10 000   | San Marcos     |
| CSD Municipal           | Stade Mateo Flores               | 30 000   | Guatemala City |
| Peñarol La Mesilla (en) | Stade Los Cuchumatanes           | 5 340    | Huehuetenango  |
| Juventud Retalteca      | Stade Óscar Monterroso Izaguirre | 8 000    | Retalhuleu     |
| Deportivo Suchitepéquez | Stade Carlos Salazar Hijo        | 12 000   | Mazatenango    |
| Universidad SC          | Stade de la Revolución           | 5 000    | Guatemala City |
| Xelaju MC               | Stade Mario Camposeco            | 11 000   | Quetzaltenango |
| Deportivo Xinabajul     | Stade Los Cuchumatanes           | 5 340    | Huehuetenango  |
| Deportivo Zacapa        | Stade David Ordoñez Bardales     | 10 000   | Zacapa         |

## Compétition
Le tournoi Clausura se déroule de la même façon que les tournois saisonniers précédents, en deux phases :
- La phase de qualification : les vingt-deux journées de championnat.
- La phase finale : les matchs aller-retour allant des quarts de finale à la finale.

### Phase de qualification
Lors de la phase de qualification les douze équipes affrontent à deux reprises les onze autres équipes selon un calendrier tiré aléatoirement.
Les deux meilleures équipes sont qualifiées directement pour les demi-finales et les quatre suivantes pour les quarts de finale.
Le classement est établi sur le barème de points classique (victoire à 3 points, match nul à 1, défaite à 0).
Le départage final se fait selon les critères suivants :
- Le nombre de points.
- La différence de buts générale.
- Le nombre de buts marqué.

#### Classement
| Rang | Équipe                    | Pts | J  | G  | N | P  | Bp | Bc | Diff |
| ---- | ------------------------- | --- | -- | -- | - | -- | -- | -- | ---- |
| 1    | CSD Comunicaciones        | 40  | 22 | 12 | 4 | 6  | 37 | 22 | +15  |
| 2    | Xelaju MC                 | 39  | 22 | 11 | 6 | 5  | 32 | 26 | +6   |
| 3    | Deportivo Suchitepéquez   | 36  | 22 | 10 | 6 | 6  | 25 | 22 | +3   |
| 4    | CSD Municipal T           | 32  | 22 | 9  | 5 | 8  | 25 | 19 | +6   |
| 5    | Universidad SC P          | 32  | 22 | 8  | 8 | 6  | 28 | 23 | +5   |
| 6    | Peñarol La Mesilla (en) P | 31  | 22 | 8  | 7 | 7  | 30 | 25 | +5   |
| 7    | Juventud Retalteca P      | 31  | 22 | 9  | 4 | 9  | 20 | 21 | -1   |
| 8    | CD Jalapa                 | 26  | 22 | 6  | 8 | 8  | 24 | 29 | -5   |
| 9    | Deportivo Marquense       | 26  | 22 | 6  | 8 | 8  | 24 | 29 | -5   |
| 10   | CD Heredia                | 24  | 22 | 7  | 3 | 12 | 26 | 34 | -8   |
| 11   | Deportivo Xinabajul       | 23  | 22 | 5  | 8 | 9  | 25 | 36 | -11  |
| 12   | Deportivo Zacapa          | 21  | 22 | 6  | 3 | 13 | 24 | 34 | -10  |

| Légende : Qualifications et relégations | Légende : Qualifications et relégations          |
| --------------------------------------- | ------------------------------------------------ |
|                                         | Qualifié pour les demi-finales                   |
|                                         | Qualifié pour les quarts de finale               |
|                                         | T Tenant du titre P Promu de la saison 2008-2009 |

#### Matchs
| Résultats (▼dom., ►ext.)                                   | Com | Her | Jal | Ret | Mar | Mun | Peñ | Suc | Uni | Xel | Xin | Zac |
| CSD Comunicaciones                                         |     | 3-0 | 2-1 | 4-0 | 5-1 | 1-0 | 2-0 | 1-2 | 1-0 | 1-0 | 3-2 | 2-0 |
| CD Heredia                                                 | 0-1 |     | 3-0 | 1-0 | 2-0 | 2-1 | 1-3 | 4-1 | 1-2 | 2-3 | 3-1 | 2-4 |
| CD Jalapa                                                  | 1-1 | 3-0 |     | 1-0 | 1-1 | 0-0 | 1-0 | 1-1 | 0-0 | 0-0 | 4-1 | 0-1 |
| Juventud Retalteca                                         | 2-0 | 0-0 | 2-0 |     | 1-0 | 0-0 | 1-0 | 0-0 | 4-1 | 4-1 | 2-0 | 1-0 |
| Deportivo Marquense                                        | 1-0 | 3-2 | 1-0 | 0-0 |     | 1-1 | 1-2 | 3-1 | 1-1 | 4-0 | 1-1 | 2-1 |
| CSD Municipal                                              | 2-1 | 4-0 | 1-1 | 3-0 | 1-1 |     | 1-0 | 2-0 | 0-0 | 0-1 | 2-0 | 1-0 |
| Peñarol La Mesilla (en)                                    | 2-2 | 1-0 | 3-3 | 3-0 | 2-2 | 3-1 |     | 1-0 | 2-1 | 3-4 | 0-0 | 3-0 |
| Deportivo Suchitepéquez                                    | 2-1 | 1-1 | 1-3 | 1-0 | 2-0 | 2-0 | 0-0 |     | 3-0 | 1-0 | 3-2 | 2-2 |
| Universidad SC                                             | 3-2 | 2-0 | 4-0 | 0-0 | 1-0 | 0-2 | 1-1 | 2-0 |     | 0-0 | 3-1 | 4-1 |
| Xelaju MC                                                  | 2-2 | 1-0 | 4-1 | 2-0 | 0-0 | 2-1 | 1-0 | 0-1 | 3-2 |     | 3-0 | 2-1 |
| Deportivo Xinabajul                                        | 1-1 | 1-1 | 2-1 | 2-0 | 2-1 | 2-1 | 2-2 | 0-0 | 0-0 | 1-1 |     | 3-1 |
| Deportivo Zacapa                                           | 0-1 | 1-0 | 1-2 | 2-1 | 3-1 | 0-1 | 0-1 | 0-1 | 1-1 | 2-2 | 3-1 |     |
| - Victoire à domicile - Match nul - Victoire à l'extérieur |     |     |     |     |     |     |     |     |     |     |     |     |

### Classement cumulatif
| Rang | Équipe                    | Pts | J  | G  | N  | P  | Bp | Bc | Diff |
| ---- | ------------------------- | --- | -- | -- | -- | -- | -- | -- | ---- |
| 1    | Xelaju MC                 | 78  | 44 | 23 | 9  | 12 | 65 | 50 | +15  |
| 2    | CSD Comunicaciones        | 72  | 44 | 20 | 12 | 12 | 67 | 44 | +23  |
| 3    | CSD Municipal C           | 69  | 44 | 19 | 12 | 13 | 55 | 39 | +16  |
| 4    | Deportivo Suchitepéquez   | 68  | 44 | 19 | 11 | 14 | 57 | 49 | +8   |
| 5    | Juventud Retalteca P      | 66  | 44 | 19 | 9  | 16 | 55 | 46 | +9   |
| 6    | Deportivo Marquense       | 63  | 44 | 16 | 15 | 13 | 55 | 56 | -1   |
| 7    | CD Heredia                | 59  | 44 | 17 | 8  | 19 | 66 | 62 | +4   |
| 8    | Deportivo Xinabajul       | 51  | 44 | 13 | 12 | 19 | 47 | 66 | -19  |
| 9    | Universidad SC P          | 50  | 44 | 11 | 17 | 16 | 46 | 50 | -4   |
| 10   | Peñarol La Mesilla (en) P | 47  | 44 | 12 | 11 | 21 | 52 | 62 | -10  |
| 11   | CD Jalapa                 | 47  | 44 | 12 | 17 | 15 | 44 | 54 | -10  |
| 12   | Deportivo Zacapa          | 47  | 44 | 14 | 5  | 25 | 48 | 79 | -31  |

| Légende : Qualifications et relégations | Légende : Qualifications et relégations                                   |
| --------------------------------------- | ------------------------------------------------------------------------- |
|                                         | Ligue des champions de la CONCACAF 2010-2011 (Phase de groupes)           |
|                                         | Ligue des champions de la CONCACAF 2010-2011 (Tour préliminaire)          |
|                                         | Relégué en Primera División de Guatemala                                  |
|                                         | C Vainqueur des deux tournois de la saison P Promu de la saison 2008-2009 |

### La phase finale
Les six équipes qualifiées sont réparties dans le tableau final d'après leur classement général, le premier affrontant lors des demi-finales le vainqueur du quart opposant le quatrième au cinquième et le deuxième affrontant le vainqueur du quart opposant le troisième au sixième.
En cas d'égalité sur la somme des deux matchs, c'est l'équipe ayant marqué le plus de buts à extérieur qui l'emporte puis une prolongation et une séance de tirs au but ont éventuellement lieu.

#### Tableau
|  |                         |               |               |               |                         |     |      |            |            |            |            |               |     |   |        |        |        |        |        |  |  |
|  | 1/4 de finale           | 1/4 de finale | 1/4 de finale | 1/4 de finale | 1/4 de finale           |     |      | 1/2 finale | 1/2 finale | 1/2 finale | 1/2 finale | 1/2 finale    |     |   | Finale | Finale | Finale | Finale | Finale |  |  |
|  |                         |               |               |               |                         |     |      |            |            |            |            |               |     |   |        |        |        |        |        |  |  |
|  |                         |               |               |               |                         |     |      |            |            |            |            |               |     |   |        |        |        |        |        |  |  |
|  |                         |               |               |               |                         |     |      |            |            |            |            |               |     |   |        |        |        |        |        |  |  |
|  |                         |               |               |               |                         |     |      |            |            |            |            |               |     |   |        |        |        |        |        |  |  |
|  |                         |               |               |               |                         |     |      |            |            |            |            |               |     |   |        |        |        |        |        |  |  |
|  | CSD Comunicaciones      | (1)           | 1             | 1             |                         |     |      |            |            |            |            |               |     |   |        |        |        |        |        |  |  |
|  | CSD Comunicaciones      | (1)           | 1             | 1             |                         |     |      |            |            |            |            |               |     |   |        |        |        |        |        |  |  |
|  |                         |               | CSD Municipal | (4)           | 2                       | 1   |      |            |            |            |            |               |     |   |        |        |        |        |        |  |  |
|  | CSD Municipal           | (4)           | CSD Municipal | (4)           | 2                       | 1   | 2    | 2          |            |            |            |               |     |   |        |        |        |        |        |  |  |
|  | CSD Municipal           | (4)           |               |               |                         |     |      |            |            |            |            |               |     |   |        |        |        |        |        |  |  |
|  | Universidad SC          | (5)           | 3             | 0             |                         |     |      |            |            |            |            |               |     |   |        |        |        |        |        |  |  |
|  | Universidad SC          | (5)           | 3             | 0             |                         |     |      |            |            |            |            | CSD Municipal | (4) | 3 | 4      |        |        |        |        |  |  |
|  |                         |               |               |               |                         |     |      |            |            |            |            | CSD Municipal | (4) | 3 | 4      |        |        |        |        |  |  |
|  |                         | Xelaju MC     | (2)           | 1             | 0                       |     |      |            |            |            |            |               |     |   |        |        |        |        |        |  |  |
|  | Deportivo Suchitepéquez | Xelaju MC     | (2)           | 1             | 0                       | (3) | 1    | 2          |            |            |            |               |     |   |        |        |        |        |        |  |  |
|  | Deportivo Suchitepéquez |               |               |               |                         |     | 1    | 2          |            |            |            |               |     |   |        |        |        |        |        |  |  |
|  | Peñarol La Mesilla (en) | (6)           | 1             | 1             |                         |     |      |            |            |            |            |               |     |   |        |        |        |        |        |  |  |
|  | Peñarol La Mesilla (en) | (6)           | 1             | 1             | Deportivo Suchitepéquez | (3) | 2    | 0          | 0(1)       |            |            |               |     |   |        |        |        |        |        |  |  |
|  |                         |               |               |               |                         | (3) | 2    | 0          | 0(1)       |            |            |               |     |   |        |        |        |        |        |  |  |
|  |                         |               | Xelaju MC     | (2)           | 0                       | 2   | 0(3) |            |            |            |            |               |     |   |        |        |        |        |        |  |  |
|  |                         |               |               |               |                         | 2   | 0(3) |            |            |            |            |               |     |   |        |        |        |        |        |  |  |
|  |                         |               |               |               |                         |     |      |            |            |            |            |               |     |   |        |        |        |        |        |  |  |
|  |                         |               |               |               |                         |     |      |            |            |            |            |               |     |   |        |        |        |        |        |  |  |
|  |                         |               |               |               |                         |     |      |            |            |            |            |               |     |   |        |        |        |        |        |  |  |

#### Quarts de finale
| Club                    | Aller | Retour | Club                    | Commentaire |
| CSD Municipal           | 2-3   | 2-0    | Universidad SC          |             |
| Deportivo Suchitepéquez | 1-1   | 2-1    | Peñarol La Mesilla (en) |             |

#### Demi-finales
| Club               | Aller | Retour | Club                    | Commentaire       |
| CSD Comunicaciones | 1-2   | 1-1    | CSD Municipal           |                   |
| Xelaju MC          | 0-2   | 2-0    | Deportivo Suchitepéquez | Tirs au but : 3-1 |

#### Finale
| Match aller | Xelaju MC      | 1:3 | CSD Municipal    | Stade Mario Camposeco |  |
| 13 mai 2010 | Buteur inconnu |     | Buteurs inconnus |                       |  |

| Match retour | CSD Municipal    | 4:0 | Xelaju MC | Stade Mateo Flores |  |
| 15 mai 2010  | Buteurs inconnus |     |           |                    |  |

## Bilan du tournoi
| Tournoi de clôture du championnat de football du Guatemala 2010 |                        |
| Champion                                                        | CSD Municipal          |
| Dauphin                                                         | Xelaju MC              |
| Coupes et trophées                                              |                        |
| Vainqueur Torneo de Copa                                        | CSD Comunicaciones     |
| Qualifications continentales                                    |                        |
| Ligue des champions 2010-2011 (Phase de groupes)                | CSD Municipal          |
| Ligue des champions 2010-2011 (Tour préliminaire)               | Xelaju MC              |
| Promotions et relégations                                       |                        |
| Promus en Liga Nacional de Guatemala                            | Deportivo Malacateco   |
| Promus en Liga Nacional de Guatemala                            | Deportivo Mictlán (en) |
| Relégués en Primera División de Guatemala                       | CD Jalapa              |
| Relégués en Primera División de Guatemala                       | Deportivo Zacapa       |